# بيتر بوش (مسير أعمال)
بيتر بوش (بالإنجليزية: Peter Bush)‏ هو مسير أعمال أسترالي، ولد في 1952 في بولي ‏ في أستراليا.